# Radio Centro Soft FM
(Slogan di Radio Centro Soft FM)
(Slogan di Radio Centro 95 usato fino a settembre 2011)
Radio Centro Soft FM, già Radio Centro 95, è stata un'emittente radiofonica del Piemonte con sede a Torino.

## Storia
Fondata nel 1976 da Pino Curella, nei primi anni '80 utilizzava 3 reti.
Nel 2008 è stata acquistata da Torino Musica Notizie srl, editore anche di Radio Torino International, con la cessione di tutte le frequenze a R101 e il conseguente spostamento sulla frequenza dei 90 MHz di Radio Torino International. Radio Centro è rimasta così sui 97 MHz per Torino città e alcune zone della provincia fino alla sua chiusura definitiva avvenuta nel 2013. Al suo posto nacque brevemente Radio Parco Dora.
Nel ventennio 1976/1996, durante la gestione del fondatore e la direzione artistica di Orlando Ferraris, è stato il momento principale dell'emittente. Tra le voci ufficiali dei break Ferruccio Amendola e Pino Locchi.
Negli anni 2000, sotto l'egida editoriale di Salvatore Zago, il palinsesto si suddivide tra programmi d'intrattenimento, di approfondimento e lo sport. Nel weekend viene trasmesso il programma Radiosveglia 95. Nell'estate del 2005 Radio Centro partecipa alla quarantaduesima edizione del Festivalbar, mentre nell'estate del 2010 e quella del 2011 è presente agli MTV Days.
Dal 15 al 19 febbraio 2011, Davide Mannone e Alice Valetti raccolgono le interviste agli artisti in gara al Festival di Sanremo. Nell'aprile del 2011 Radio Centro copre i TRL Awards dal backstage.
A partire dall'ottobre del 2011 l'emittente affronta un cambio radicale, diventando così una radio di informazione locale prevalentemente basata su news, meteo, appuntamenti e informazioni sul traffico sulla città di Torino. Anche la programmazione musicale assume un tono più morbido, portando così ad una nuova denominazione della rete divenendo "Radio Centro 95 - Soft FM".
Dall'estate del 2012 vengono cancellati dal palinsesto tutti i programmi di informazione diretta quotidiana, facendo così diventare l'emittente una radio musicale 24h su 24h.
Nel 2013 termina definitivamente la presenza nell'etere piemontese, dopo 35 anni di cui 34 con il nome originale, subentrandogli Radio Parco Dora che poi chiuderà anch'essa la trasmissione in FM sui 97 MHz a ottobre 2014.

## Speaker e dj
- Alberto Arnaud
- Alex Farolfi
- Alice Valetti
- Andrea Pelazza
- Enrico Azzaro
- Benny Castelli
- Ciro Imparato
- Claudia Giusti
- Cristian Panzanaro
- Cristina Lauro
- Davide Viano
- Davide Mannone
- Diego Casale
- Dj Fede
- Erika Cappelluti
- Fabrizio Pescatori
- Fabio Arboit
- Felix Barbieri
- Gerry Fisher
- Gene
- Gianfranco Ramotti
- Giorgio Malusa
- Giuditta Dembech
- Graziella Porro
- Luca Monterosso
- Luca Ambrosini
- Maria Teresa Mirelli
- Mariella Vitale
- Marina Greco
- Marco Ricchiardi
- Max Fortuna
- Mauro De Marco
- Orlando Ferraris
- Sergio Flash
- Umberto Clivio
- Walter Noto
- Vincenzo Giannatempo